# Achterdijk
Achterdijk (51° 53′ N, 5° 02′ L) é uma cidade dos Países Baixos, na província de Utrecht. Achterdijk pertence ao município de Vijfheerenlanden, e está situada a 7 km, a nordeste de Gorinchem.
A área de Achterdijk, que também inclui as partes periféricas da cidade, bem como a zona rural circundante, tem uma população estimada em 200 habitantes.